# 해오라비난초
해오라비난초는 한반도 중부와 남부의 습지에서 자라는 여러해살이풀로 높이는 20-40cm이고 구경은 둥글며 잎은 어긋난다. 꽃은 줄기 끝에 1~4송이가 붙고, 흰색을 띠며 지름은 3cm이다. 꽃받침은 긴 난형이며 녹색이고 길이 8-10mm이다. 2장의 곁꽃잎은 희고, 깃 모양이며, 입술꽃잎은 깊게 3갈래지며 가운데 열편은 혀 모양이다. 주로 양지쪽 습지에서 잘 자란다.

## 재배 및 관리
번식은 알뿌리나누기로 하는데, 꽃이 진 것을 그대로 두면 씨를 만드는 데 영양분을 쓰기 때문에 알뿌리를 키우기 위해서는 시든 꽃을 바로 제거해 새끼알뿌리 생육에 집중시킨다. 알뿌리는 10월에 나누어 새로운 화분에 심거나 묵은 화분에 더 두었다가 2월에 심기도 한다.